# Bukî
Bukî (în ucraineană Буки) este o așezare de tip urban din raionul Mankivka, regiunea Cerkasî, Ucraina. În afara localității principale, nu cuprinde și alte sate.

## Demografie
Componența lingvistică a așezării de tip urban Bukî
     Ucraineană (98,34%)
     Rusă (1,52%)
     Alte limbi (0,08%)
Conform recensământului din 2001, majoritatea populației așezării de tip urban Bukî era vorbitoare de ucraineană (98,34%), existând în minoritate și vorbitori de rusă (1,52%).